# Shimao International Plaza
Le Shimao international piazza est un gratte-ciel de Puxi, situé sur la place du peuple de Shanghai.
Les architectes sont l'agence d'architecture allemande Ingenhoven Architects et la société East China Architectural Design & Research Institute (ECADI) basée à Shanghai.
Le gratte-ciel a été achevé en 2005. Il abrite des bureaux, des commerces et un grand hôtel.